# ريتشارد وليامز (لاعب كرة قدم أسترالي)
ريتشارد وليامز (بالإنجليزية: Richard Williams)‏ هو لاعب كرة قدم أسترالي، ولد في 31 مايو 1986 في مورويا (كوينزلاند) في أستراليا. لعب مع Burleigh Bears ‏.